# C37 (Namibië)
De C37 is een secundaire weg in het zuiden van Namibië. De weg loopt van Aussenkehr via Hobas naar de C12 ten noorden van Hobas. 
De C37 is 134 kilometer lang en loopt door de regio !Karas.